# Окуловський
Окуловський (рос. Окуловский) — селище в Мезенському районі Архангельської області Російської Федерації.
Населення становить 0 осіб. Органом місцевого самоврядування до 2021 року Каменське муніципальне утворення.

## Історія
Від 1937 року належить до Архангельської області.
Від 2004 року належить до муніципального утворення Каменське муніципальне утворення.

## Населення
| 1926 | 2002 | 2010 | 2012 |
| ---- | ---- | ---- | ---- |
| 1200 | ↘16  | ↘2   | ↘0   |